# Patricia Bullrich
Patricia Bullrich ( (escucharⓘ); Buenos Aires, 11 de junio de 1956) es una politóloga y política argentina, desde el 10 de diciembre de 2023 se desempeña como Ministra de Seguridad Nacional en el gobierno del presidente Javier Milei. Fue una de las líderes de la coalición Juntos por el Cambio (JxC), anteriormente Cambiemos. Fue Ministra de Seguridad de la Nación en el período 2015-2019; diputada nacional por la Ciudad de Buenos Aires en los períodos 2007-2015 y 1993-1997; Ministra de Trabajo entre octubre de 2000 y octubre de 2001; Ministra de Seguridad Social entre octubre y noviembre de 2001; y secretaria de Política Criminal entre 1999 y octubre de 2000. También fue presidenta del partido Propuesta Republicana (PRO), desde el 5 de febrero de 2020 hasta el 19 de marzo de 2024.
Tras superar a la fórmula Rodríguez Larreta-Morales en las elecciones primarias de 2023, se convirtió en la candidata a presidente de cara a las elecciones presidenciales del 2023 por parte de la alianza Juntos por el Cambio. Finalmente, perdió las elecciones generales al obtener un 23,8% de sufragios, quedando fuera de la segunda vuelta. Tanto ella como su excompañero de fórmula Luis Petri, anunciaron su intención de apoyar a Javier Milei en el balotaje contra Sergio Massa. El 1 de diciembre de 2023 fue confirmada por Javier Milei como nueva Ministra de Seguridad.

## Biografía
Nació el 11 de junio de 1956 en el Instituto del Diagnóstico, en Buenos Aires. Es hija de Alejandro Bullrich (médico clínico y cardiólogo) y de Julieta Luro Pueyrredón. 
Durante un tiempo, fue la menor de tres hermanos: Julieta, Ricardo y Martín. Cuando el matrimonio se separó, por parte de padre llegaron tres hermanos más: Nicolás, María y Tomás. Es prima, además, de César "Banana" Pueyrredón y Fabiana Cantilo, a quien Bullrich llevó por primera vez a un recital de rock, específicamente, de Pescado Rabioso.
De parte materna, integra la familia tradicional argentina de los Pueyrredón, con ascendencia gallega, francesa e irlandesa, cuyos miembros más destacados fueron Juan Martín de Pueyrredón, director supremo de las Provincias Unidas del Río de la Plata (1816-1819); y Honorio Pueyrredón, ministro de Agricultura (1916) y posteriormente ministro de Relaciones Exteriores (1917-1922) del presidente Hipólito Yrigoyen. Por parte paterna desciende del alemán Augusto Bullrich, cuyos descendientes se dedicaron a los negocios agro-ganaderos, estableciendo el centro comercial "Casa Bullrich" en Buenos Aires. Tanto por parte paterna como materna, tuvo como parientes a dos intendentes de la Ciudad de Buenos Aires: Adolfo Bullrich (1898-1902) y Carlos Alberto Pueyrredón (1940-1943), respectivamente.
En sus Memorias afirma que desde su infancia quiso dedicarse a la política: su abuela materna, Esther Lidia Pueyrredón de Luro (hija de Honorio Pueyrredón), solía recordarle una anécdota de sus cuatro años, cuando, viajando las dos en tren al campo familiar de Los Toldos, Patricia se paraba en el pasillo, se presentaba al resto de los pasajeros diciendo: "Yo soy Patricia Bullrich Luro Pueyrredón de San Martín" y anunciaba que algún día sería presidenta.
Desde chica jugó de arquera al hockey sobre césped en el club Suri y tuvo como compañeras de este deporte a Sandra Mihanovich y María Eugenia Estenssoro. Según sus declaraciones, fue «Leona», debido a que fue elegida para integrar la Selección Femenina de Hockey sobre Césped para jugar la copa mundial de 1973, aunque finalmente decidió abandonar el equipo nacional para concentrarse en la actividad política. Para ese entonces, a los 17 años, ya participaba en la Juventud Peronista, al mismo tiempo que trabajaba en el local de comidas rápidas Cheburger, donde se afilió al Sindicato Gastronómico y sindicalizó a sus compañeros.
En el Instituto Bayard hizo el primario y parte del secundario, que finalizó en el Colegio Río de la Plata. En 2001 se graduó como licenciada en Humanidades y Ciencias Sociales con orientación en Comunicación Social y Periodismo en la Universidad de Palermo. Lo hizo en tres años y con 9,58 de promedio. En 2009 obtuvo el título de Magíster en Ciencia Política y Sociología en la Facultad Latinoamericana de Ciencias Sociales (FLACSO). En tanto, en 2013 recibió el título de doctora en Ciencia Política de la Universidad de San Martín (UNSAM). En 2022 finalizó el programa de Líderes Públicos de la Escuela de Gobierno Blavatnik, un posgrado de 3 años a distancia de la Universidad de Oxford en el que recibió una beca completa.

## Trayectoria política

### Militancia en la Juventud Peronista
En 1973, a los 17 años, empezó su militancia política en el local del barrio del Abasto de la Juventud Peronista Regionales (brazo juvenil de la Tendencia Revolucionaria bajo la conducción de Montoneros), bajo el liderazgo primero de su cuñado Rodolfo Galimberti -con quien mantendría un fuerte involucramiento- y luego por Juan Carlos Dante Gullo. En sus Memorias, Bullrich cuenta: "En ese tiempo mi casa fue el lugar de tránsito de mucha gente, un tránsito permanente de la política. Por mi parte, en el '72 ya había ido a un par de manifestaciones, pero a principios del '73 me decidí a militar. Sin embargo, simpatías aparte, no me daban "pelota" porque me consideraban todavía muy chica. Entonces me cansé y me fui, por las mías, a un local de la Juventud Peronista que quedaba en la calle Chile y de allí me mandaron a una Unidad Básica en el barrio del Abasto, en Guardia Vieja y Gallo".
Con la JP, ese mismo año fue en caravana a Ezeiza cuando Perón llegó a la Argentina después de su exilio y se produjo la masacre de Ezeiza. Ante la ola de violencia, emprendieron la vuelta antes de llegar. Allí conocería en 1975 a Marcelo "Pancho" Langieri, militante de la Columna Norte de Montoneros y secretario de Galimberti, con quien luego se casaría.

El 1 de mayo de 1974 estuvo en Plaza de Mayo el Día del Trabajador de 1974, cuando Perón, ya presidente, echó a los Montoneros (brazo armado del Peronismo de izquierda) y con ellos se retiraron todas las juventudes de izquierda, lo que marcó una ruptura definitiva en el peronismo, entre los sectores de derecha y los de la llamada Tendencia Revolucionaria. 
Patricia Bullrich ingresó a la política cuando era muy joven, influenciada por su hermana Julieta, que era la pareja de Galimberti. Muy rápidamente se fueron a Francia. Era militante en la JP y no pertenecía a la Orga armada. Ella nunca puso bombas ni disparó un tiro. Era muy jovencita. Estaba cerca por el parentesco familiar. Hay mucha imaginación y fantasía. No necesariamente si eras de la JP eras guerrillera. Graciela Fernández Meijide 

Perteneció al grupo capitaneado por Rodolfo Galimberti, comandante de la Columna Norte de Montoneros, así como pareja de su hermana Julieta. El periodista Marcelo Larraquy, en su biografía sobre Galimberti, la ubica participando activamente bajo el mando de Galimberti. 
Bullrich declaró que no fue miembro de Montoneros, sino miembro de la Juventud Peronista (su ala juvenil). Aclaró que su militancia se limitó a la Juventud Peronista, que ciertamente avalaba entonces la lucha armada, y que nunca formó parte de los grupos insurgentes. El periodista Joaquín Morales Sola, en el diario la Nación, valora positivamente el reconocimiento de la dirigente política: "También se la escuchó formular una fuerte autocrítica, algo realmente inusual en la Argentina, por sus posiciones políticas de cuando tenía menos de 20 años. Es fácilmente comprobable, por lo demás, que Bullrich se integró con lealtad al sistema democrático en los 40 años que pasaron desde la restauración del sistema político constitucional. "Los argentinos aprendimos que cuando no impera la ley, llegan las tragedias. Yo lo viví (…). Aprendí que la única manera de hacer política en serio es en paz y en convivencia. Y todo lo que sucedió fue una tragedia que nunca más puede suceder en la Argentina. Por eso elegí el camino del estado de derecho, Y lo digo de frente, porque todo el día están diciéndome que yo usé la violencia. Yo no la usé, yo fui de una organización juvenil. Siempre lo dije y lo digo aquí, frente a millones de argentinos (…). Quiero plantear esto con claridad, para que nunca más se acuse falsamente", dijo durante el debate presidencial del 1° de octubre de 2023.
Por su parte, la revista Noticias publicó que obtuvo el rango de segunda teniente en dicha organización guerrillera, y que se hacía llamar Carolina Serrano en la clandestinidad. Hoy se la conoce por el apodo de «La Piba».
Tras la muerte de Perón, en julio de 1974, se acentuó la violencia y la represión para con los jóvenes militantes. En 1975, a los 19 años, Bullrich fue detenida en un operativo de propaganda política, por pintar con aerosol la puerta de la Facultad de Filosofía y Letras de la UBA, en la avenida Independencia. Pasó seis meses presa, primero en Coordinación Federal (Superintendencia de Seguridad Federal, de la Policía Federal Argentina) y después en el pabellón 49 de la Cárcel de Devoto, la única vez que hubo mujeres, mayormente militantes universitarias. Volvería a Devoto 25 años después, ya como Secretaria de Política Criminal y Asuntos Penitenciarios de la Nación. Al salir de la cárcel, por seguridad ante la ola de persecuciones políticas, se vio obligada a dejar sus estudios de Sociología en la UBA y la militancia en el Abasto para sumarse a una Unidad Básica de Villa Martelli y cursar Derecho en la Universidad de Belgrano.

### Exilio
En marzo de 1976 se produjo el golpe militar en la Argentina, la violencia se multiplicó, los compañeros empezaron a desaparecer, otros a exiliarse, y el peronismo juvenil finalmente se fracturó debido a las disidencias internas.
En 1977, Bullrich se refugió en Brasil con su pareja, Marcelo Pancho Langieri; también pasó por México y España. En Río de Janeiro trabajó en una casa de ropa infantil. En la capital mexicana trabajó en un taller de costura.
En 1978, a los 21 años, se fue sola a España y se hizo responsable de la Juventud Peronista en Madrid, armando una red de jóvenes argentinos exiliados. Con el foco de atención internacional puesto en la Argentina, debido al Mundial de Fútbol que se estaba realizando en el país, llevó adelante las denuncias para visibilizar los crímenes de Estado que estaban sucediendo en la dictadura. De regreso en México, su grupo de acción política se opone definitivamente a los sectores Montoneros, que estaban planeando la contraofensiva para volver a la Argentina y continuar la lucha armada.
En 1979, embarazada y con pasaportes falsos, volvió temporalmente a la Argentina junto con Langieri, su pareja, para tener a su hijo y trabajar desde la clandestinidad en la reconstrucción de un movimiento político disidente de base. Su pareja consiguió trabajo en el sector inmobiliario, alquilaron un departamento en Sáenz Peña, cerca de Caseros, y editaron dos publicaciones de tirada corta: Jotapé y Huelga, que se repartían entre militantes conocidos y en fábricas. Nació su hijo Francisco y volvieron a Brasil. En Río, ya con residencia provisoria, fue secretaria de Guillermo O’Donnell en el Instituto Universitário de Pesquisas do Rio de Janeiro de la Universidad Candido Mendes.

### Regreso a la Argentina
Decidió volver a la Argentina en 1982, cuando se produjo la guerra de las Malvinas, sin su familia y con su nombre real. Fue una más dentro de un movimiento de argentinos que comenzaban a volver al país al finalizar la guerra, en una época de redes de debate y democratización. Tenía pedido de captura, y el régimen militar la detuvo cuando se disponía a viajar a Ginebra, invitada a un congreso sobre la redemocratización de la Argentina. Estuvo presa nuevamente en Coordinación Federal. Pidieron por su liberación organismos de derechos humanos y el presidente militar de Brasil, João Baptista Figueiredo. Logró ir a Ginebra, y a la vuelta se instaló definitivamente en la Argentina y empezó a trabajar para las elecciones presidenciales de 1983.
A fines de 1982 armó su propia agrupación dentro de la Juventud Peronista, que había quedado diezmada después del golpe del 76. En esa nueva etapa, se empezó a dedicar a la actividad política más partidaria, diferente a la de sus épocas de militancia clandestina. Abrió una Unidad Básica en el barrio porteño de Pompeya que se dedicó a trabajar en la campaña presidencial de Ítalo Argentino Luder.
En paralelo, organizó el movimiento de juventudes políticas con la Juventud Radical, con la Federación Juvenil Comunista, la Juventud Intransigente y con la del MID. En conjunto, realizaron actos y movilizaciones.
Votó por primera vez en las elecciones de 1983, en las que el radicalismo ganó por el 51,75 por ciento de los votos. La derrota fue dura para el peronismo, que entró en una crisis política. Para unificar a los jóvenes dispersos dentro del partido, Bullrich organizó, en Córdoba, un multitudinario congreso de la Juventud Peronista a nivel nacional.
Días antes de asumir Raúl Alfonsín, como presidente electo recibió a Bullrich y a los demás líderes de las juventudes políticas, que ofrecieron colaboración para afianzar el proceso democrático.
Tras el regreso de la democracia, asumió su militancia política por un breve tiempo en Intransigencia y Movilización Peronista, agrupación interna del peronismo revolucionario, dirigida por el senador Vicente Saadi; más tarde se acercó a Antonio Cafiero y se incorporó a la renovación peronista.
A mediados de 1984, con 27 años, fue una de las organizadoras del acto de la Juventud Peronista Unificada en el Luna Park: ante 40.000 personas, dio su primer discurso político, donde destacó la figura de Alfonsín como demócrata, pero cuestionó su proyecto de país.
Desde 1985, cuestionó también cómo el peronismo sustentaba la política con dinero y con marketing, pero no con reformas.
En 1989 organizó un repudio al barco inglés que ancló en Montevideo, rumbo a las Islas Malvinas, tocando puerto en Latinoamérica por primera vez desde la guerra. Junto con ocho jóvenes activistas, llegaron al puerto uruguayo, desplegaron banderas argentinas, cantaron el Himno Nacional Argentino e intentaron trepar al buque. La hazaña fue publicada en diarios internacionales.
En 1993 fue elegida diputada por la Capital, en la lista encabezada por Erman González y Miguel Ángel Toma. En este cargo dentro del bloque del PJ, apoyó las políticas adoptadas por Carlos Menem.
Después de un paso breve por la municipalidad de Hurlingham con Juan José Álvarez y de ocupar un cargo en el gobierno bonaerense de Eduardo Duhalde, terminó recalando en la Alianza de la mano de Antonio de la Rúa y Fernando de Santibañes (exjefe de la SIDE).

### Ministra de Fernando de la Rúa
En 1999, con la llegada al gobierno de Fernando de la Rúa, fue la primera mujer en ocupar la Secretaría de Política Criminal y Asuntos Penitenciarios del Ministerio de Justicia y Derechos Humanos de la Nación. En abril de 2000 decidió relevar a 112 guardiacárceles que facilitaban la salida de presos y los acompañaban en sus asaltos.
Entre octubre de 2000 y el mismo mes de 2001, Patricia Bullrich ocupó el cargo de ministra de Trabajo, Empleo y Formación de Recursos Humanos de la Nación, siendo la primera mujer en el cargo. Asumió tras la renuncia de Alberto Flamarique, quien se vio involucrado en el escándalo de corrupción para aprobar la Ley de Reforma Laboral conocido como «la Ley Banelco». 
El 6 de enero de 2001, Bullrich convocaba a reformar 400 convenios amparada en la Ley de Reforma Laboral, conocida como Ley Banelco que fue el centro del escándalo de coimas en el Senado. Impulsó un proyecto que eliminaba todas las asignaciones familiares a los trabajadores que cobraran más de mil pesos (dólares) de sueldo y a cambio creaba Sistema Integrado de Protección de la Familia. Impulsó un plan de «transparencia sindical», que incluía entre otros puntos la obligación de presentar declaraciones juradas de ingresos por parte de los dirigentes gremiales.

#### Reducción de las jubilaciones un 13%
Luego estuvo a cargo del recién creado Ministerio de Seguridad Social, desde octubre de 2001 hasta noviembre del mismo año, momento en el cual renunció. En el contexto de la llamada «ley de déficit cero», Bullrich impulsó y firmó el decreto que estableció la reducción del 13 % a los haberes de los trabajadores estatales y de las jubilaciones, cuyos montos fueran mayores a los ARS/USD 500 (pesos argentinos convertibles a dólares estadounidenses al mismo valor). Durante su gestión el desempleo se elevó del 15 al 25 %.

### Unión por la Libertad

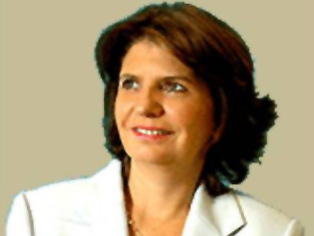
Bullrich en 2007, cuando asumió como diputada.

Creó el partido Unión por la Libertad (en ese momento llamado Unión por Todos) por el que fue candidata a la Jefatura de Gobierno de la ciudad de Buenos Aires en una alianza con Recrear. Bullrich quedó en un cuarto lugar con el 9,76 %, detrás de Mauricio Macri (37 %), Aníbal Ibarra (33 %) y Luis Zamora (12,3 %). También compitió por un escaño en la Cámara de Diputados de la Nación Argentina por la Ciudad Autónoma de Buenos Aires, donde ocupó el sexto lugar entre más de treinta candidatos.
En 2007, el partido Unión por la Libertad se integró al frente Coalición Cívica de Elisa Carrió. Ese mismo año Bullrich encabezó en dicho partido la lista para Diputados por la Ciudad Autónoma de Buenos Aires para el periodo 2007-2011.

### Ministra de Seguridad de la Nación
En diciembre de 2015, Mauricio Macri asumió la presidencia de la Argentina y la designó ministra de Seguridad de la Nación. Puso en funciones a su equipo en el ministerio, manteniendo en la mayor reserva las medidas a tomar, pero anunciando que el foco estaría puesto en una policía “presente”, cerca de los ciudadanos, y la lucha contra el narcotráfico. Como mano derecha designó al abogado Pablo Noceti, jefe de gabinete del Ministerio de Seguridad que tuvo un papel destacado como defensor de los responsables de delitos de lesa humanidad en juicios en La Pampa y Concepción del Uruguay.
La primera medida de importancia tomada por la ministra Bullrich fue la declaración de la "emergencia nacional en seguridad", tomada el 17 de diciembre de 2015, para "derrotar el narcotráfico y la inseguridad ciudadana", y "abarcando áreas que tienen que ver con social, lo educativo y la justicia".
A principios de 2016, se inició una gran transformación de la Policía Federal Argentina. Para concentrarse en el crimen transnacional, en la lucha contra el narcotráfico y otros delitos organizados de jurisdicción federal, Bullrich ideó un sistema de seguridad en dos niveles estrechamente comunicados: uno, para las policías provinciales, atendiendo la seguridad ciudadana; otro, para la nueva Policía Federal Argentina reformada, más compleja y preparadas, con la investigación y la inteligencia criminal como herramientas principales, con un nuevo esquema basado en las direcciones de investigaciones, policía científica, cibercrimen y ciberdelito, y efectivos relocalizados en todo el país.
Hasta ese momento, “la Policía Federal, contradiciendo su nombre, era la menos federal de las fuerzas, desplegada históricamente en la Ciudad de Buenos Aires y en el Gran Buenos Aires”, escribe Bullrich en su libro “Una gestión con corazón e ideas”.
Para una mayor coordinación y colaboración entre las fuerzas federales y locales, durante su gestión se revitalizó el Consejo de Seguridad Interior (CSI), institución creada por la Ley 24.059 de Seguridad Interior, en los años 90. Integrada por los 24 ministros de seguridad provinciales y los jefes de la Gendarmería Nacional, la Prefectura Naval Argentina la Policía de Seguridad Aeroportuaria y la Policía Federal Argentina, sus objetivos principales fueron reducir el delito, la cantidad de homicidios, homologar la formación profesional, trabajar en equipo entre todos los gobiernos y construir una estrategia nacional de lucha contra el narcotráfico.
Fue en el seno de este consejo donde se prestó conformidad unánime a la necesidad de declarar la Emergencia de Seguridad Pública, antes de que el Poder Ejecutivo Nacional la declarara (Decreto N° 228/2016)

##### Seguridad urbana

###### Creación de la Policía de la Ciudad de Buenos Aires
Una de las primeras medidas fue la creación de la Policía de la Ciudad de Buenos Aires, que su sumaría a las 23 policías provinciales, con la ley Ley 5688/16 del Sistema Integral de Seguridad Pública, sancionada el 17 de noviembre de 2016.
El traspaso de la Policía Federal Argentina a la por entonces Policía Metropolitana de Buenos Aires se inició en enero de 2016, comenzó a operar el 1° de enero de 2017 y la transferencia de recursos fue progresiva y gradual.

###### Programa Barrios Seguros: baja de crímenes en áreas vulnerables
En 2016 se lanzó Barrios Seguros, un programa modelo para barrios vulnerables, asentamientos informales con altos niveles de violencia, con el objetivo de reducir la criminalidad organizada, especialmente el narcotráfico, y devolver la legalidad allí donde se había perdido. Los resultados fueron positivos, con drástica reducción en los homicidios y robos, acompañados por políticas de contención, asistencia social y prevención. En 2018, a tres años de iniciada la gestión, ya no se registraron homicidios en el barrio Carlos Gardel (partido de Morón, provincia de Buenos Aires), en el barrio 1.11.14 (Bajo Flores, CABA) ni en el Barrio Fátima (Villa Soldati, CABA). En tanto, en el Barrio Zavaleta (Barracas, CABA) la reducción fue del 83%, y en los barrios 31 y 31 bis el crimen bajó un 76%. En la provincia de Santa Fe, en el Barrio Alto Verde (Villa Gobernador Gálvez), la reducción fue del 67%.

###### Programa Tribuna Segura, contra la violencia en el fútbol
Otro cambio significativo fue el programa Tribuna Segura, para desterrar la violencia en el fútbol en general y las barras bravas en particular, con actividades ilegales como venta de drogas y reventa de entradas. Durante su gestión, se hicieron 1729 operativos, más de 10 millones de controles de identidad en el ingreso a estadios, se capturaron 810 delincuentes y se impidió el ingreso a 3500 hinchas que figuraban en el padrón del Ministerio de Seguridad con pedido de captura o antecedentes de conductas violentas en espectáculos deportivos.
Tribuna Segura se puso en marcha en septiembre de 2016, en la Ciudad Autónoma de Buenos Aires, y se fue extendiendo a todo el país. Firmaron un acuerdo con el gobierno de Rusia para trabajar en la seguridad del Mundial de 2018, donde los barrabravas argentinos no pudieron ingresar a los estadios; también fueron identificados los que acosaron a las mujeres rusas en la vía pública y luego subían los videos a redes sociales.  “A todos los que ofendieron a las mujeres rusas en las calles no solo se les prohibió la entrada, sino que fueron expulsados de Rusia”, contó Bullrich en el libro “Guerra sin cuartel”. Al finalizar el campeonato, el equipo argentino de seguridad fue galardonado por el mejor desempeño durante el mundial. Luego llegaron acuerdos con Brasil, Uruguay, Colombia, Chile y Paraguay.

###### Protocolo Alerta Sofía de búsqueda de menores en peligro
En marzo de 2019, Bullrich presentó el protocolo Alerta Sofía, de búsqueda de menores desaparecidos en extremo peligro. El sistema emula el modelo Alerta Amber, creado en 1996 en Estados Unidos, replicado en Australia, Canadá, Estados Unidos, Francia, Alemania, Grecia, Países Bajos, Reino Unido, México y Ecuador. En la Argentina, su nombre hace alusión a Sofía Herrera, la niña que desapareció en 2008 en Tierra del Fuego. A diferencia de otros, Alerta Sofía implica la participación de la sociedad, que pueden colaborar con información sobre el paradero del menor buscado. El protocolo sigue vigente, y en 2021 ayudó a rescatar con vida a la niña M, tras ser localizada por una vecina.

###### Servicio Cívico Voluntario en Valores
En julio de 2019 se impulsó el Servicio Cívico Voluntario en Valores, un programa piloto para jóvenes en situación de vulnerabilidad social con inscripción voluntaria. Enmarcado dentro de la lucha contra el narcotráfico, fue implementado por el Ministerio de Seguridad –a través de la Gendarmería Nacional- junto al Instituto Nacional de Educación Tecnológica (INET) del Ministerio de Educación, Cultura, Ciencia y Tecnología de la Nación. Gendarmería Nacional aportó su infraestructura y recursos humanos, con acompañamiento y monitoreo de universidades y organizaciones de la sociedad civil. Las distintas sedes en el país recibieron un total de 1.200 jóvenes, que tomaron cursos en un ámbito inclusivo de cohesión e integración social, ofreciéndoles oportunidades de formación educativa, personal, cultural, deportiva y laboral.
A poco tiempo de iniciado el nuevo período presidencial, junto al jefe de gabinete Marcos Peña preparó un “protocolo de protesta social”. El protocolo permitía el uso de armas de fuego y balas de goma para dispersar cualquier protesta o reclamo y además limitaba la cobertura periodística. Los periodistas deberán ubicarse en "una zona determinada" por las fuerzas de seguridad impidiendo la cobertura y el libre ejercicio de prensa. La política de seguridad, llevada adelante por Patricia Bullrich, significó medidas como: la autorización a la policía a disparar sin dar la voz de alto, el aumento de la represión policial a la protesta social, y la aprobación de un protocolo contra la protesta social, este último considerada una de las medidas más polémicas del gobierno, llegando a tener repercusiones en diarios del exterior. Referentes de la oposición cuestionaron el protocolo al advertir que criminaliza la protesta social, otorga más facultades a las fuerzas de seguridad y busca "amedrentar los reclamos". Para el Centro de Estudios Legales y Sociales, la nueva normativa "otorga a las fuerzas de seguridad amplias facultades para reprimir y criminalizar las protestas sociales". Como elemento punitivo se aplicarán las penas del artículo 194 del Código Penal o las contravenciones previstas en cada jurisdicción. Paralelamente se dio un repliegue de 1800 efectivos del operativo Escudo Norte, de protección de las fronteras, y en el marco de recortes presupuestarios, se retiró del Operativo Fronteras el sistema de radares de vigilancia terrestre de la frontera norte. Durante su gestión bajó el número del rescate de víctimas de tráfico de personas. En un año las víctimas de trata rescatadas bajaron casi un 70%.
Referentes de la oposición cuestionaron el protocolo al advertir que criminaliza la protesta social, otorga más facultades a las fuerzas de seguridad y busca "amedrentar los reclamos" y “disciplinar a la sociedad ante la creciente protesta social”. Para el Centro de Estudios Legales y Sociales, la nueva normativa «otorga a las fuerzas de seguridad amplias facultades para reprimir y criminalizar las protestas sociales». Para la diputada Myriam Bregman del Frente de Izquierda, «es increíble que con una mera resolución ministerial se pretenda avasallar un derecho fundamental, como es el derecho a la protesta y a la movilización». El diario El País de España lo consideró una de las medidas más polémicas del gobierno.
A fines de 2018 impulsó un protocolo de uso de armas de fuego, que habilita a los efectivos de fuerzas federales a usarlas ante un "peligro inminente". Durante su paso por el ministerio se firmaron acuerdos con Estados Unidos, y la DEA para instalar una Fuerza de Tarea en Misiones, emplazamiento geopolítico fundamental sobre el Acuífero Guaraní y un Centro de Inteligencia Regional en Ushuaia cercano a los recursos geoestratégicos del Atlántico Sur y su cercanía a la Antártida. Además, se llevó a cabo la instalación de una base estadounidense militar de “asistencia humanitaria” en Neuquén, en las cercanías del yacimiento Vaca Muerta. Meses después Bullrich, anunció que la Administración para el Control de Drogas de Estados Unidos (DEA) instalará una base militar en Argentina.
En 2019 Correpi presentó un informe preliminar en el que sostiene que en 1110 días de gobierno de Cambiemos el aparato represivo estatal mató 1.206 personas, siendo el más fuerte incremento de la represión estatal desde 1983, con un promedio de más de 400 asesinatos estatales al año en el marco de sus diferentes modalidades, entre ellas gatillo fácil, muertes en lugares de detención, desaparición forzada, represión a la protesta o conflictos sociales, etc. Durante su gestión, se cuestionó el uso de la Gendarmería nacional como fuerza parapolicial criticándose que varios legisladores opositores fueron impedidos de entrar al Congreso Nacional a emitir su voto por Gendarmería Nacional a fin de favorecer al gobierno, entre ellos los diputados Darío Martínez, Horacio Pietragalla, Matías Rodríguez y Juan Manuel Huss, Leonardo Grosso y Victoria Donda
Según uno de los diputados “bajo las ordenes de la ministra de Seguridad, Patricia Bullrich y del presidente de la Nación, Mauricio Macri, quienes pretendieron, a través de la represión, evitar que un conjunto de legisladores debidamente electos por la ciudadanía ejerciera su mandato”. Y añade que la represión estaba “destinada a manipular el eventual resultado de la sesión” en favor del gobierno.

##### Represión a despedidos de Cresta Roja
El día 22 de diciembre de 2015, la Gendarmería Nacional reprimió con violencia una manifestación de empleados de una industria avícola que había cortado la Autopista Ricchieri, acceso al aeropuerto internacional de Ezeiza, tras ordenar a los manifestantes abandonar el corte en cinco minutos. La represión, que consistió en dos cargas separadas por algunas horas, incluyó el uso de palos, balas de goma y camiones hidrantes, dejando entre diez y doce trabajadores heridos, de acuerdo al testimonio de los manifestantes. Cristian Villalba, delegado de los trabajadores, denunció que las agresiones fueron iniciadas por activistas políticos infiltrados en la manifestación. Bullrich declaró a los medios que fue ella quien dio las órdenes a la Gendarmería para desalojar a los manifestantes y que se utilizó «el mínimo de la fuerza». En un comunicado emitido ese mismo día por la cartera a su cargo se involucra al Partido Obrero (PO) como responsable de los incidentes, el comunicado además acusa: «Mientras se llevaban adelante las negociaciones, un grupo de militantes del Partido Obrero intentó ingresar al aeropuerto de Ezeiza, para tomar posesión del mismo. Allí, golpearon a un gendarme y desataron el conflicto.» A raíz de esto el Comité Ejecutivo del PO anunció el mismo día que presentaría una denuncia penal contra Bullrich «por calumnias e injurias, agravadas por provenir de altos funcionarios del Estado y, por lo tanto, de servirse de la mentira para pavimentar la persecución política.»
En la mañana siguiente dirigentes y abogados de la agrupación política presentaron la querella contra la ministra en el juzgado a cargo de la Dra. María Romilda Servini. Dichos dirigentes políticos calificaron el accionar de Bullrich como similar a lo hecho por el ministro Aníbal Fernández, quien en 2008 había acusado a ese mismo partido por los incidentes ocurridos en una formación de tren. Finalmente, en horas de la tarde el propio Ministerio emitió un segundo comunicado desdiciendo lo escrito en el anterior, entonces afirmaron que «en Seguridad nunca sostuvimos, ni involucramos al Partido Obrero como responsable de los hechos»; tras esta rectificación la querella no continuó.

##### Represiones de diciembre de 2017

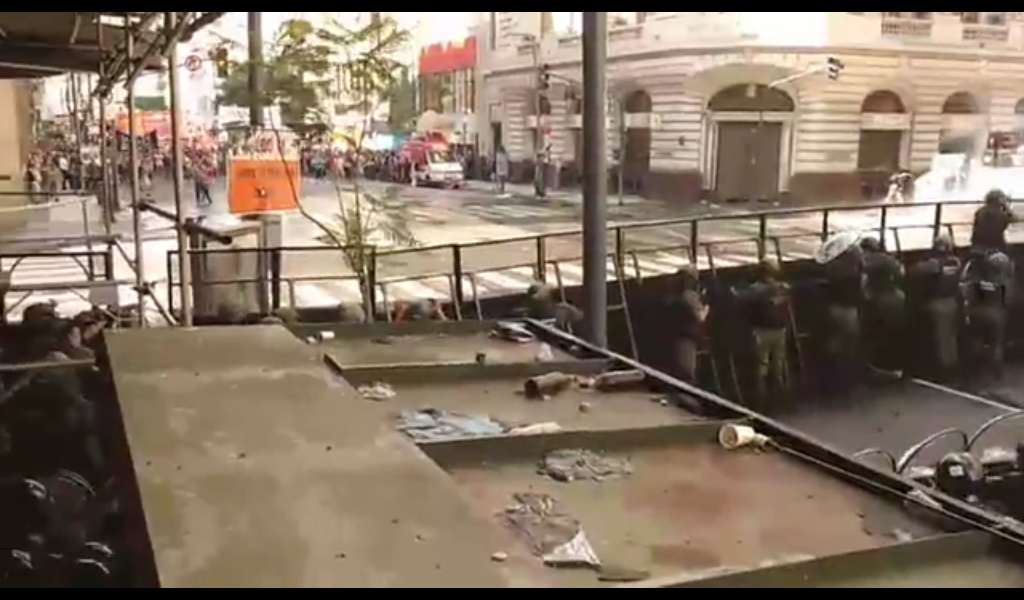
Valla de las fuerzas de seguridad en el cruce de las calles Mitre y Callao (Buenos Aires) para evitar que los manifestantes se acerquen al Congreso Nacional durante el tratamiento de la reforma previsional.

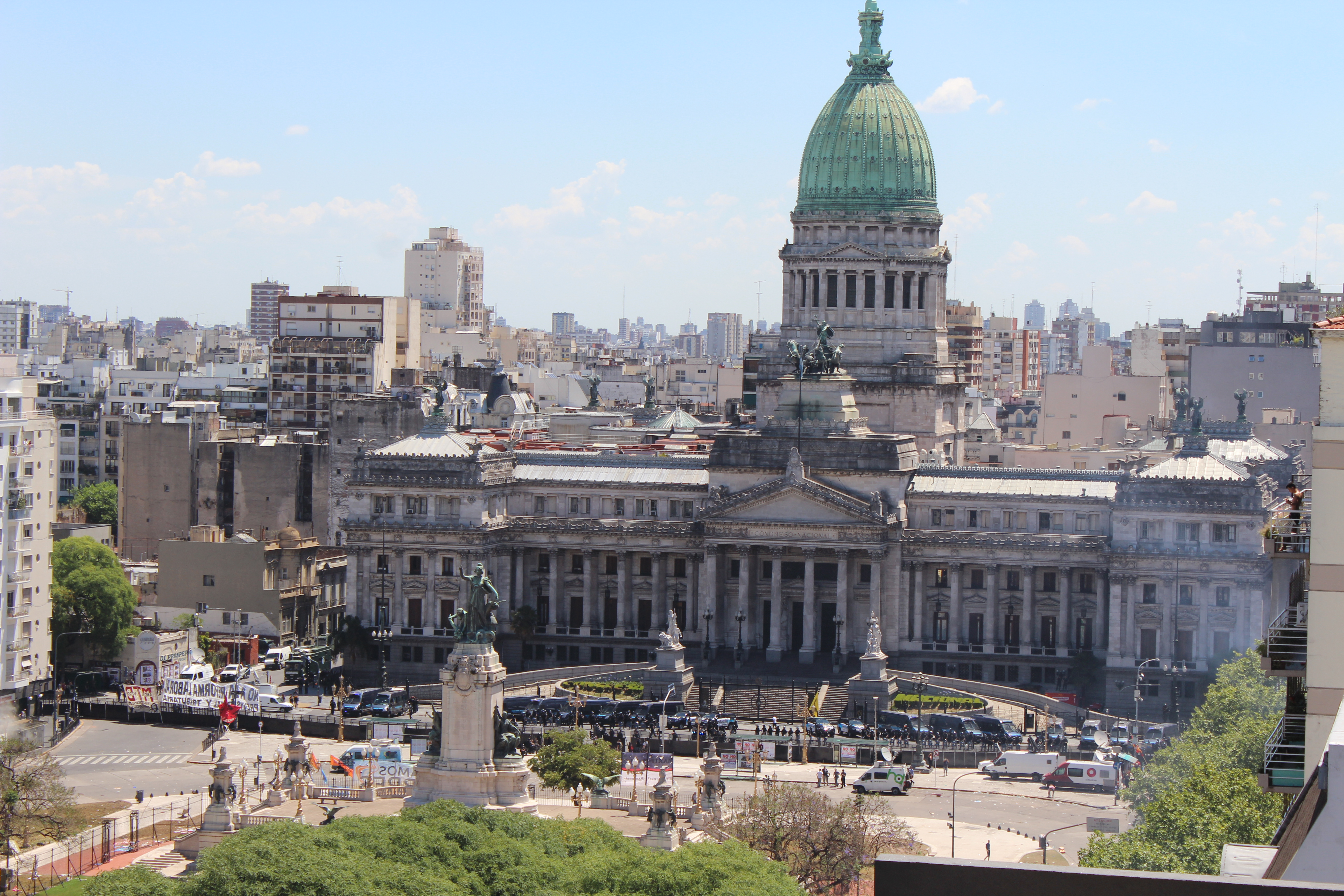
El Palacio del Congreso de la Nación Argentina rodeado de fuerzas de seguridad.

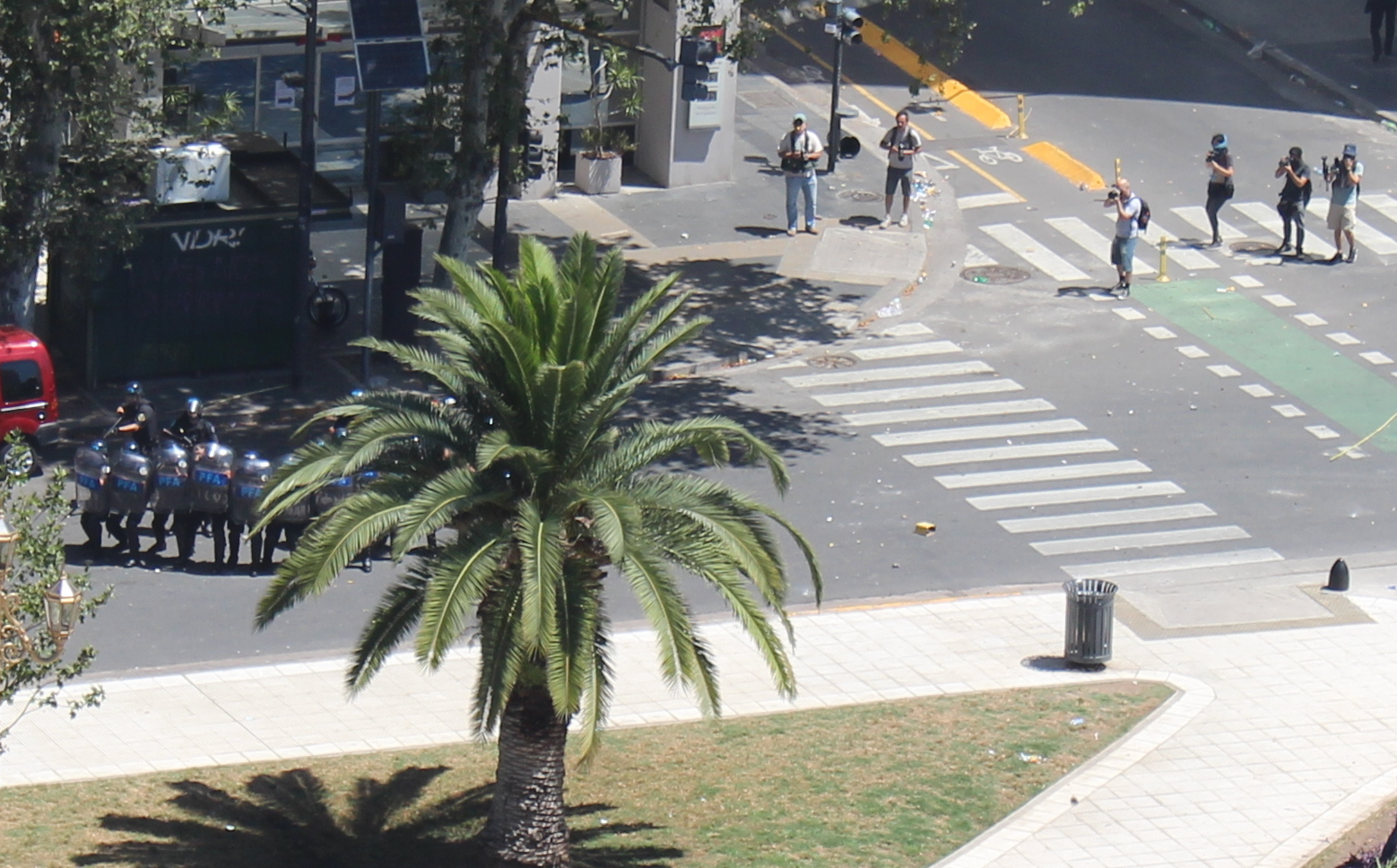
Efectivos de la Policía Federal.

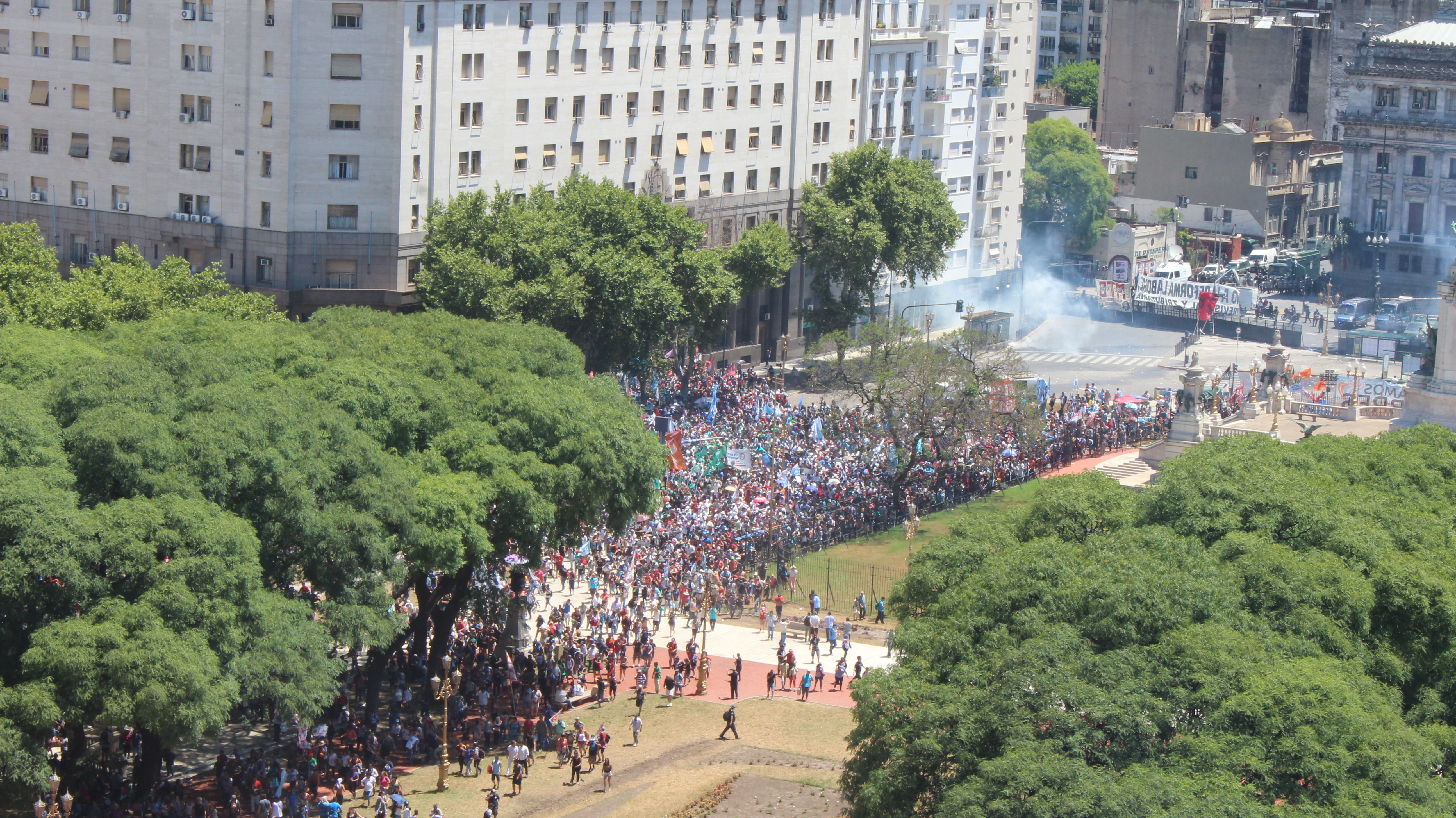
Manifestantes huyendo de las fuerzas de seguridad frente al Congreso.

En diciembre de 2017 se produjeron una serie represiones en el centro de la Capital Federal: al anochecer del 12 de ese mes hubo una fuerte represión con heridos y numerosos detenidos contra manifestantes que reclamaban contra la Organización Mundial de Comercio (OMC), cuya reunión cumbre tenía lugar en esa ciudad.
A la tarde del día siguiente, una gran manifestación frente al Congreso Nacional contra un proyecto de ley que modificaría el cálculo de las jubilaciones a favor de los jubilados fue también violentamente repelida por la Gendarmería, con al menos un camión hidrante y balas de goma, y tres diputados nacionales agredidos (Victoria Donda, con heridas en un pie; Leonardo Grosso, víctima de mordidas por un perro de Gendarmería; y Juan Manuel Huss, quien sufrió una fisura en una costilla). Horacio Pietragalla fue agredido verbalmente. El grupo de manifestantes y legisladores pretendía dar un «abrazo» pacífico al Palacio del Congreso. La Gendarmería buscó por su parte evitar un acampe de movimientos sociales en la plaza del Congreso.

Esto fue orden de Patricia Bullrich. Queríamos hacer un abrazo simbólico. Quisimos hablar con el jefe del operativo y nos tiraron los perros encima y me pegaron patadas. Esto es responsabilidad del Ministerio de Seguridad.
Victoria Donda

El 14 de diciembre de 2017, en el marco de la sesión en la Cámara de Diputados de la Nación Argentina para debatir y votar la reforma previsional, los alrededores del Palacio del Congreso de la Nación Argentina amanecieron vallados y rodeados por 280 efectivos de la Policía Federal Argentina, 900 de Gendarmería Nacional Argentina, 78 de Policía de Seguridad Aeroportuaria y 110 de Prefectura Naval Argentina, con el fin de impedir el paso de los manifestantes de partidos políticos opositores, organizaciones sociales, sindicales, de derechos humanos, entre otras. Horas antes de los inicios de la sesión, las fuerzas de seguridad comenzaron a reprimir brutalmente a los manifestantes concentrados en la Plaza del Congreso y la Avenida Callao, utilizando balas de goma, camiones hidrantes y gases lacrimógenos. Los periodistas que cubrián la movilización se vieron afectados. Pablo Piovano, fotógrafo del diario Página 12, fue baleado por la policía. Declaró que «un policía me vio con mi cámara en mano y me disparó a medio metro», siendo herido en el pecho. Durante el operativo de la gendarmería, una joven de 25 años de edad que salía de su trabajo fue detenida y manoseada.
También fueron reprimidos por la gendarmería los diputados del Frente para la Victoria y Unidad Ciudadana en las puertas del Congreso, incluyendo ataques a Máximo Kirchner, Juan Cabandié, Axel Kicillof, el dirigente del Partido Obrero Marcelo Ramal, la diputada Romina del Plá y Nicolás del Caño, diputado del Partido de los Trabajadores Socialistas. Los incidentes ocurrieron cuando los diputados opositores forcejearon con los gendarmes al intentar ingresar al Congreso a sesionar. El diputado fueguino Matías Rodríguez recibió un golpe que lo dejó inconsciente y debió ser atendido por una ambulancia. La diputada Mayra Mendoza fue rodeada por policías, de los cuales uno de ellos la atacó con gas lacrimógeno, teniendo que ser atendida. El diputado neuquino Darío Martínez también fue atacado con gas lacrimógeno, debiendo ser asistido por bomberos. El diputado Leopoldo Moreau, de origen radical, fue herido en la manos por los escudos de los gendarmes. Gabriel Mariotto recibió un golpe que le provocó un corte debajo del ojo derecho. Myriam Bregman fue golpeada y denunció que la dejaron «sin aire».

Hay fuerzas de seguridad dentro del Congreso y hay diputados que no pueden pasar el cerco militar.
Agustín Rossi

Previo a la sesión, diputados del kirchnerismo, el Movimiento Evita y la izquierda llevaron a cabo una conferencia de prensa denunciando el «nivel de militarización nunca visto» en torno al Congreso Nacional. También se denunció la presencia de gendarmes dentro del Edificio Anexo de la Cámara de Diputados. Elisa Carrió, de la alianza oficialista Cambiemos, declaró que «no se necesitan tantos gendarmes, la ministra de Seguridad tiene que parar». «No hay que hacer tanta ostentación de la fuerza, no es bueno». Héctor Daer, uno de los titulares de la Confederación General del Trabajo también denunció la «militarización» del Congreso Nacional.
Horas después, más de una decena de los más representativos organismos de derechos humanos de Argentina emitieron un breve comunicado exigiendo el cese de la represión y la "inmediata" renuncia de Patricia Bullrich. Luego de las críticas, en el más alto nivel gubernamental se tomó la decisión de desplazar a Bullrich del mando del operativo de seguridad en el Congreso del día lunes 18 de diciembre, para atribuírselo al jefe de Gobierno de la Ciudad de Buenos Aires Horacio Rodríguez Larreta y a la Policía de la Ciudad.
La jornada del 14 de diciembre finalizó con 30 heridos (nueve de ellos policías) y 22 detenidos, además de múltiples daños materiales en la vía pública. Sumando a los días anteriores, el saldo total de detenidos llegó a las 48 personas.
En los días posteriores, testigos y medios denunciaron que durante el operativo del día 14 se utilizaron gases lacrimógenos vencidos.

##### Seguridad para la cumbre del G-20 en Argentina
En 2016, con un año y medio de anticipación, se le comunicó a la Argentina que había sido elegida para hacer en 2018 la reunión del G-20, el mayor grupo de deliberación política y económica del mundo. La cumbre del G-20 de Buenos Aires fue la primera y hasta ahora única vez que se realizó en América Latina. El momento decisivo del encuentro fue el viernes 30 de noviembre y el sábado 1° de diciembre de 2018, cuando todos los presidentes y autoridades ministeriales de los países miembros se reunieron en el Centro Costa Salguero, en la ciudad de Buenos Aires.
Por primera vez en la historia argentina, se establecieron sistemas y medidas de seguridad física nuclear en un evento público masivo. Hubo estrictos protocolos de seguridad en distintas zonas: espacios aéreos y fluviales, caminos, hoteles, centros de salud, el Teatro Colón, el Malba, Villa Ocampo y más. En el despliegue participaron 22.000 efectivos de todas las fuerzas de seguridad, incluyendo las Fuerzas Armadas, en coordinación con el personal de seguridad de las delegaciones extranjeras.
Debido a las tareas preventivas, no se registraron hechos violentos. Fue clave el diálogo con algunos organizadores de los actos de protesta previstos, nucleados en el Grupo Confluencia Fuera G-20, para garantizar tanto la seguridad del G-20 como el derecho a manifestarse. También trabajaron junto a la Defensoría del Pueblo de la Ciudad de Buenos Aires, para evitar violencia institucional.

##### Compra de armamento
En 2017 compró cuatro lanchas israelíes con armamento de guerra por casi 50 millones de dólares. Según advirtió la Federación de la Industria Naval Argentina con el mismo monto se podrían haber construido localmente 20 lanchas similares, aunque sin el armamento. Se señaló además que Colombia había suministrado a Brasil lanchas artilladas y blindadas similares a las israelíes por USD 2 millones cada una. La empresa beneficiada es Codesur, perteneciente al empresario Mario Montoto, que es nexo de la ministra con las autoridades israelíes. La compra fue realizada en forma directa y sin ningún tipo de licitación previa. Cada lancha fue comprada a un costo equivale a unos 12,5 millones de dólares por equipo, una cifra elevada comparada a tres lanchas que licitó la Prefectura Naval Argentina un año antes, con un costo de USD 120 mil por unidad.
En julio de 2019 se anunció la compra de 100 pistolas taser para ser utilizadas por los efectivos de las Policías Federal y Aeroportuaria en terminales ferroviarias y aéreas a partir de septiembre de ese año.

#### Políticas de género y diversidad
Durante su gestión bajó el número del rescate de víctimas de tráfico de personas. En un año las víctimas de trata rescatadas bajaron casi un 70%, contándose las personas explotadas laboral o sexualmente, que recuperaron su libertad. En 2015 fueron rescatadas 2.110 pero el número de rescates disminuyó a 666 en 2016 y a 516 en 2017.

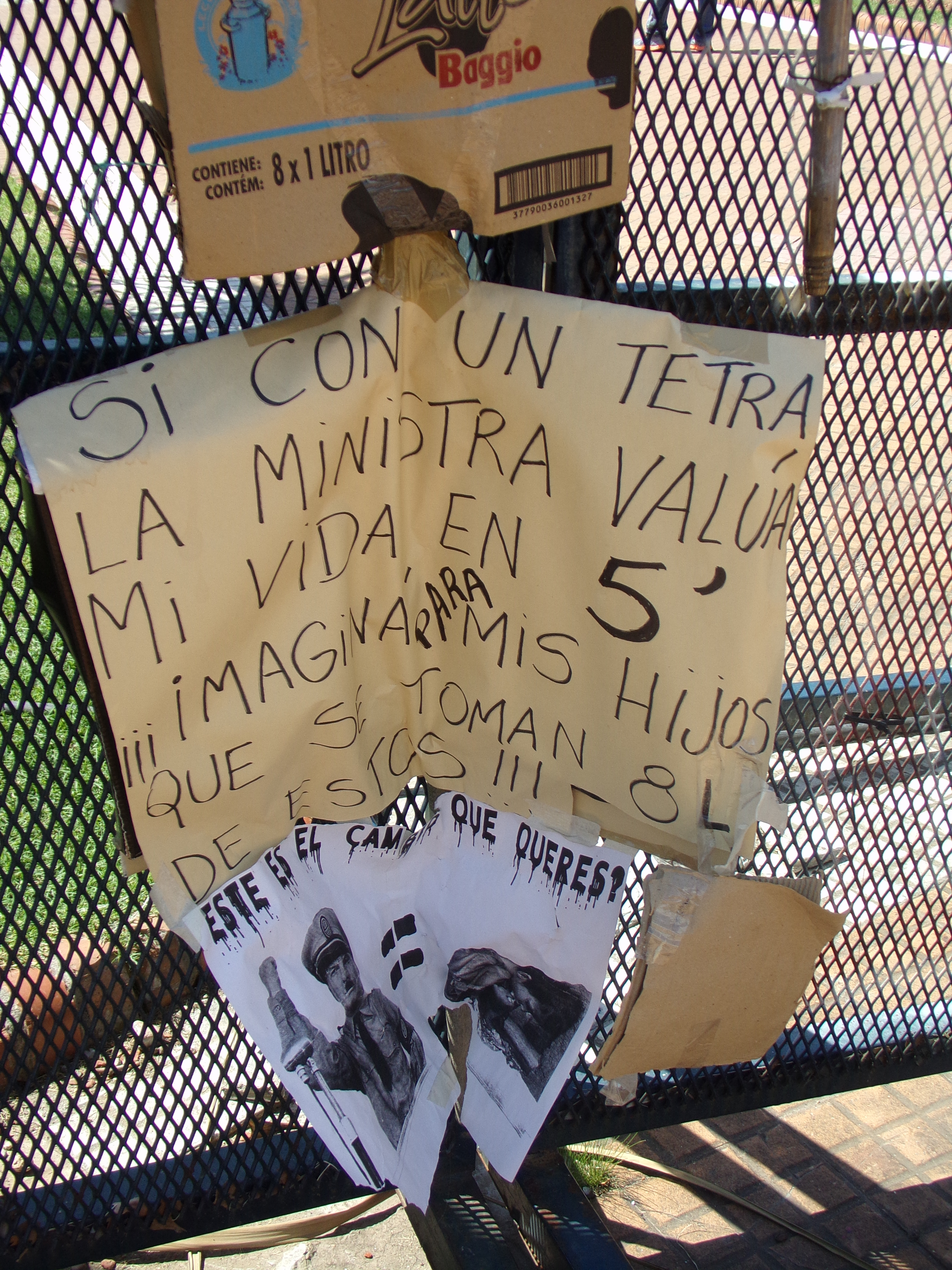
Cartel en Plaza de Mayo, manifestándose en contra del protocolo antipiquetes.

A finales de octubre de 2017, con la firma de Patricia Bullrich, se publicó en el Boletín Oficial el "Protocolo General de Actuación de Registros Personales y Detención para Personas Pertenecientes al Colectivo LGBT". Este documento crea el marco reglamentario para la actuación de todas las fuerzas policiales y de seguridad federales. Desde la Federación Argentina LGBT manifestaron su preocupación y malestar por lo que interpretan es un protocolo discriminatorio. En un comunicado, SUTEBA expresó su solidaridad y acompañamiento en el rechazo manifestado por las organizaciones que defienden los derechos del colectivo LGBT.

#### Ciberseguridad
A mediados de ese año, se reveló la adquisición del software de espionaje israelí Pegasus por parte del Ministerio de Seguridad. En 2018, con motivo de la reforma del Código Penal, se intentó legalizar el uso de este programa por parte del Poder Ejecutivo para vigilar a cualquier ciudadano, a través de sus teléfonos móviles, computadoras y otros dispositivos, incluso sin orden judicial.
Durante su gestión se produjeron diversos hackeos en sitios web y redes sociales del gobierno, entre las que se encuentran la página de la Policía Federal, el Twitter de Profectura Naval y el de la propia Ministra. El más grave de ellos ocurrió en agosto de 2019 cuando se filtraron cientos de documentos de la Policía Federal, incluyendo escuchas telefónicas, legajos y huellas digitales.

#### Lucha contra el narcotráfico
En septiembre de 2017 se reglamentó la ley de cannabis medicinal que autoriza a INTA y Conicet a plantar cannabis con fines de "investigación y medicinales". El decreto reglamentario determina además que será el Ministerio de Seguridad el que disponga las habilitaciones de las plantaciones. En febrero de 2019, se dispuso que la plantación estará a cargo de la empresa CANNAVA S.E., propiedad del estado jujeño. La empresa funcionará en una finca estatal de 14 000 hectáreas, que fue cedida gratuitamente por un siglo y será presidida por el hijo del gobernador de Jujuy Gerardo Morales.
Durante su gestión se firmaron acuerdos con Estados Unidos, entre ellos un acuerdo con la DEA para instalar una Fuerza de Tarea en Misiones. Meses después Bullrich, anunció que la Administración para el Control de Drogas de Estados Unidos (DEA) instalará una base militar en Argentina. En 2018 el fiscal santafesino Walter Rodríguez denunció que «es alarmante» el nivel de «corrupción institucional» en las fuerzas federales que operan en Santa Fe cuya cabeza es Bullrich, denunciando además la complicidad de estas con el narcotráfico.
Según declaraciones de Bullrich en noviembre de 2019 durante su gestión se incautaron 810 toneladas de marihuana, lo que implica un valor monetario de $51.000 millones.

#### Casos resonantes durante su gestión

##### Triple Fuga
Ni bien asumió el nuevo gobierno, mientras el ministerio todavía se estaba organizando, debió enfrentar, el 27 de diciembre de 2015, la fuga de tres de los presos más peligrosos de la Argentina: Víctor Schillaci y los hermanos Martín y Cristian Lanatta escaparon, a pesar de estar bajo custodia en una celda de alta seguridad, del penal de General Alvear, provincia de Buenos Aires. Cumplían condena por el triple crimen de General Rodríguez de los empresarios farmacéuticos Sebastián Forza, Damián Ferrón y Leopoldo Bina, en 2008, en un caso vinculado con el tráfico ilegal de efedrina. Después de un operativo nacional, fueron recapturados entre el 9 y el 11 de enero de 2016.

##### Santiago Maldonado

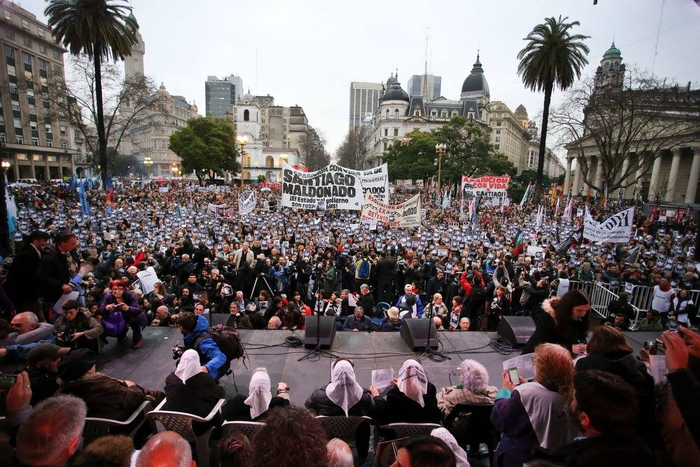
Acto por la aparición con vida de Santiago Maldonado.

El 1° de agosto de 2017, Santiago Maldonado desapareció en el lof mapuche de Cushamen, durante un operativo de Gendarmería Nacional, ordenado por la justicia federal, para desalojar la Ruta 40 de una protesta contra la detención de Facundo Jones Huala, uno de los fundadores de Resistencia Acestral Mapuche, por entonces con pedido de extradición por Chile, acusado de incendio en lugar habitado, portación ilegal de armas e infracción a la ley de extranjería. La desaparición de Maldonado se produce luego del desalojo de la Ruta 40, cuando las fuerzas de Gendarmería ingresan violentamente a la comunidad mapuche, persiguiendo a los manifestantes.
Su cadáver fue encontrado en el río Chubut 77 días después, enredado en la maleza y con su DNI en el bolsillo.
El caso de Santiago quedó en el centro de una tormenta política: la desaparición del joven artesano ocurrió en un momento muy delicado para el país, antes de la celebración de elecciones legislativas primarias, los primeros comicios que enfrentaba el gobierno de Mauricio Macri desde su asunción.
Los hechos se investigaron en dos causas penales en la justicia federal argentina —una para investigar la desaparición y la otra para dilucidar la legalidad o ilegalidad del allanamiento—, así como dos expedientes ante el Comité contra las Desapariciones Forzadas de las Naciones Unidas (finalmente, la ONU levantó su observación, tras la aparición del cuerpo) y la Comisión Interamericana de Derechos Humanos: el impulsor e esta medida había sido un abogado cordobés, Carlos González Quintana, de la Asamblea Permanente por los Derechos Humanos, quien aportó a la Comisión Interamericana una serie de supuestos elementos de prueba que después fueron todos refutados por la investigación de la fiscalía, por lo cual el Tribunal de Disciplina del Colegio de Abogados de Córdoba, en 2019, le suspendió la matrícula al considerar que la presentación había sido tendenciosa y expresamente dirigida a obtener la medida cautelar en contra de la Argentina. Debido a que gendarmería depende del Ministerio de Seguridad, se investigó también la responsabilidad de Patricia Bullrich y su jefe de gabinete, Pablo Noceti.
La autopsia estableció que Santiago Maldonado «falleció por ahogamiento por sumersión», descartándose la existencia de moretones o traumatismos asociados a una muerte intencional. En noviembre de 2018, el juez cerró la causa y sobreseyó al único imputado, el gendarme Emmanuel Echazú. El fallo fue apelado y en septiembre de 2019 la Cámara Federal de Comodoro Rivadavia dictó una sentencia descartando la hipótesis de desaparición forzada, pero dejando abierta la investigación de otras hipótesis. En diciembre de 2019, la Cámara Federal de Casación Penal dispuso continuar la investigación de algunos aspectos de la causa con un nuevo juez.

En 2023, la justicia declaró inocentes a los cuatro gendarmes que eran investigados por la muerte del artesano. Se trata de Emmanuel Echazú, Juan Pablo Escola, Víctor Vaquila y Marcelo Ferreyra, con sobreseimiento total y definitivo. Según el juez federal de Rawson, Gustavo Lleral, “en los eventos verificados los días 31 de julio y 1º de agosto de 2017 no existe absolutamente ninguna conducta humana que sea susceptible de constituir un ilícito”. Asimismo, el juez dio por probado que el cuerpo de Maldonado “quedó atrapado, enganchado en el ramaje subacuático denso, que lo mantuvo inerte y oculto”.
En la búsqueda del paradero de Santiago Maldonado hubo quienes pusieron todo de sí para buscar la verdad, y quienes hicieron exactamente todo lo contrario. Los segundos quisieron convencerse de una historia imaginaria de gobernantes asesinos, gendarmes malditos y ciudadanos amenazados por el estado democrático. Los hechos hablaron por sí solos. Y la contundencia de los mismos permitió que toda esta mentira construida, al final, cayese por peso propio. - Patricia Bullrich (pagina 235). 

##### Muerte de Rafael Nahuel

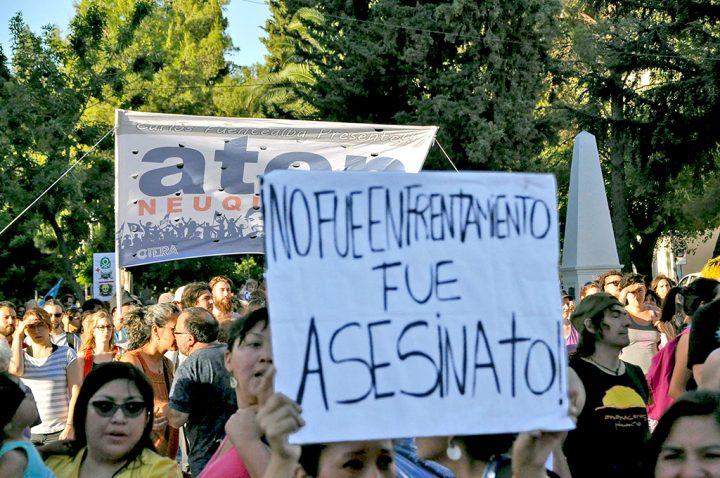
Marcha en Bariloche en protesta por la represión realizada por la Prefectura Naval Argentina contra la lof Lafken Winkul Mapu de Villa Mascardi, en la que las tropas dispararon matando a Rafael Nahuel e hiriendo a otras dos personas.

Rafael Nahuel, integrante de la comunidad mapuche Lafken Winkul Mapu de 22 años, recibió un disparo de bala de plomo en la espalda por parte de la Prefectura Naval Argentina, dependientes del Ministerio de Seguridad a cargo de Patricia Bullrich. El hecho sucedió en el marco de un reclamo del Pueblo Mapuche por un territorio junto al Lago Mascardi en la provincia de Río Negro, de donde habían sido violentamente desalojado, junto a otros dos indígenas de la comunidad, dos días antes. En el mismo lugar también fue herida de bala una joven de 20 años.
Durante una conferencia de prensa la ministra Bullrich, —acompañada por el ministro de justicia Germán Garavano—, sostuvo que la muerte de Nahuel fue consecuencia de actos legítimos realizados por miembros de la Prefectura Naval, debido a que las víctimas eran parte de un «grupo que está fuera de la ley que intenta convertirse en poder fáctico y tomar un territorio», armado con «armas de grueso calibre», con las que atacaron a las fuerzas de seguridad.
En mayo de 2019 la Cámara Federal de General Roca desestimó la figura de legítima defensa, dictó la falta de mérito para cuatro de los cinco prefectos procesados, y ordenó la detención del prefecto Francisco Pintos bajo la acusación de "homicidio agravado". En su escrito, los jueces señalaron la falsedad de la versión emitida desde el Ministerio de Seguridad, afirmando que "en lugar de una defensa legítima hubo una masacre".

##### Caso Chocobar
El 8 de diciembre de 2017, un turista estadounidense fue asaltado y gravemente herido por dos delincuentes en el barrio porteño de La Boca, tras lo cual éstos fueron perseguidos por el policía de la provincia de Buenos Aires Luis Chocobar, que mató a uno de ellos. Chocobar sostuvo que le disparó al delincuente cuando este intentó atacarlo con un cuchillo, pero un video del Gobierno de la Ciudad de Buenos Aires, mostró que Chocobar mató al delincuente disparándole por la espalda mientras huía y había caído al piso a causa de un disparo en la pierna. El juez de la causa consideró entonces que existían fuertes sospechas de que Chocobar había cometido un homicidio agravado y decretó el procesamiento del policía a fin de que el caso fuera sometido a juicio.
La actuación de Chocobar fue respaldada tanto por el presidente Macri como por Bullrich quien dijo "desde el primer día de gestión adoptamos un lema: cuidar a quienes nos cuidan. Recibí a Luis Chocobar, está enfermo, su caso le afectó la salud. Le ratifiqué nuestro compromiso: estamos a su lado y al lado de todos los policías que cuidan a la gente y actúan según su deber."
En diciembre de 2018 su caso dio origen a la denominada "Doctrina Chocobar", un protocolo de reglamentación del uso de armas de fuego en situación de fuga, permitiendo el uso de dichas armas sin agresión previa y sin dar la voz de alto. En el mes de mayo del 2021, el Tribunal Oral de Menores 2 falló sobre el caso y declaró culpable a Chocobar del delito de homicidio agravado en cumplimiento de su deber.

### Candidata a presidenta 2023
Patricia lanzó su candidatura a presidenta el 1 de septiembre de 2022 y a partir de ahí se dedicó a recorrer el país. El 22 de junio de 2023 en Cañuelas presentó al radical Luis Petri -quien venía de perder la candidatura a gobernador de Mendoza ante Alfredo Cornejo por Frente Cambia Mendoza- cómo su candidato a vicepresidente. La fórmula Bullrich-Petri le ganó la candidatura a la fórmula Horacio Rodríguez Larreta-Gerardo Morales en las Elecciones primarias de Argentina de 2023 dentro de Juntos por el Cambio, coalición que representó en las elecciones generales.
Durante su campaña, Patricia Bullrich les envió una carta a las Fuerzas Armadas prometiéndoles «una salida justa para los militares que fueron condenados por delitos de lesa humanidad».

## Posiciones políticas
Patricia Bullrich, inicialmente en su actividad política representaba a la izquierda política, formando parte de la Juventud Peronista y Montoneros. Sin embargo en la actualidad, sus posiciones políticas han sido descritas como de derecha y extrema derecha. En Argentina, con la aceptación de un cargo en el gobierno de Javier Milei a fines de 2023, tiene el récord de ser la política que más cambios de partidos políticos hizo. Actualmente, pese a salir tercera en la elección electoral del 2023, aceptó ser Ministra de Seguridad de La Libertad Avanza, cuyo líder la acusó de 'pone-bombas' provocando una denuncia de parte de Bullrich.
El 6 de mayo de 2025, confirmando su acercamiento a La Libertad Avanza liderada por Javier Milei, la Ministra de Seguridad confirmó su afiliación al partido del presidente de Argentina confirmando su pertenencia a un sexto partido en su carrera política.

## Historial electoral
|  | 32,59 % |

|  | 9,72 % |

|  | 15.29 % |

|  | 6,61 % |

|  | 16,8 % |

|  | 23,81 % |

## Causas penales

### Compra de sistemas de seguridad a sobrecosto
Patricia Bullrich fue denunciada por la Oficina Anticorrupción en 2022 por direccionar cuando era ministra la compra de sistemas de seguridad para pasos fronterizos a una firma a la que le pagó 35 millones de dólares (5 millones más de lo que ofrecían sus competidoras en la licitación), y a la que el Estado le pagó también el impuesto a las ganancias por 600 mil dólares a través de un ente cooperador.

### Instituto de Estudios Estratégicos
El Ministerio de Justicia dispuso en julio de 2023 la intervención de la fundación de Patricia Bullrich, por supuestas irregularidades contables.

## Críticas y controversias

### Denuncia de Elisa Carrió
En noviembre de 2001 la diputada Elisa Carrió denunció a la entonces ministra de Trabajo de la Nación Patricia Bullrich de «infame traidora a la Patria» y de integrar una asociación ilícita junto al presidente Fernando de la Rúa y los demás integrantes del gobierno, en relación con el decreto que establecía que «el Gobierno nacional garantizaría el pago de los bonos de la deuda con la recaudación, incluso antes de asegurar la liquidación de jubilaciones y salarios de la administración pública».

### Control de alcoholemia encima del máximo permitido
En abril de 2009 cuando Bullrich conducía su auto, fue detenida por un control de Agentes de Tránsito (CACTYT) y sometida a un test de alcoholemia cuyo resultado dio un valor por encima del máximo permitido. Desde entonces y con su llegada al ministerio de Seguridad, los rumores y burlas en redes sociales con respecto a su supuesto alcoholismo son comunes.

### Actuación como ministra de seguridad

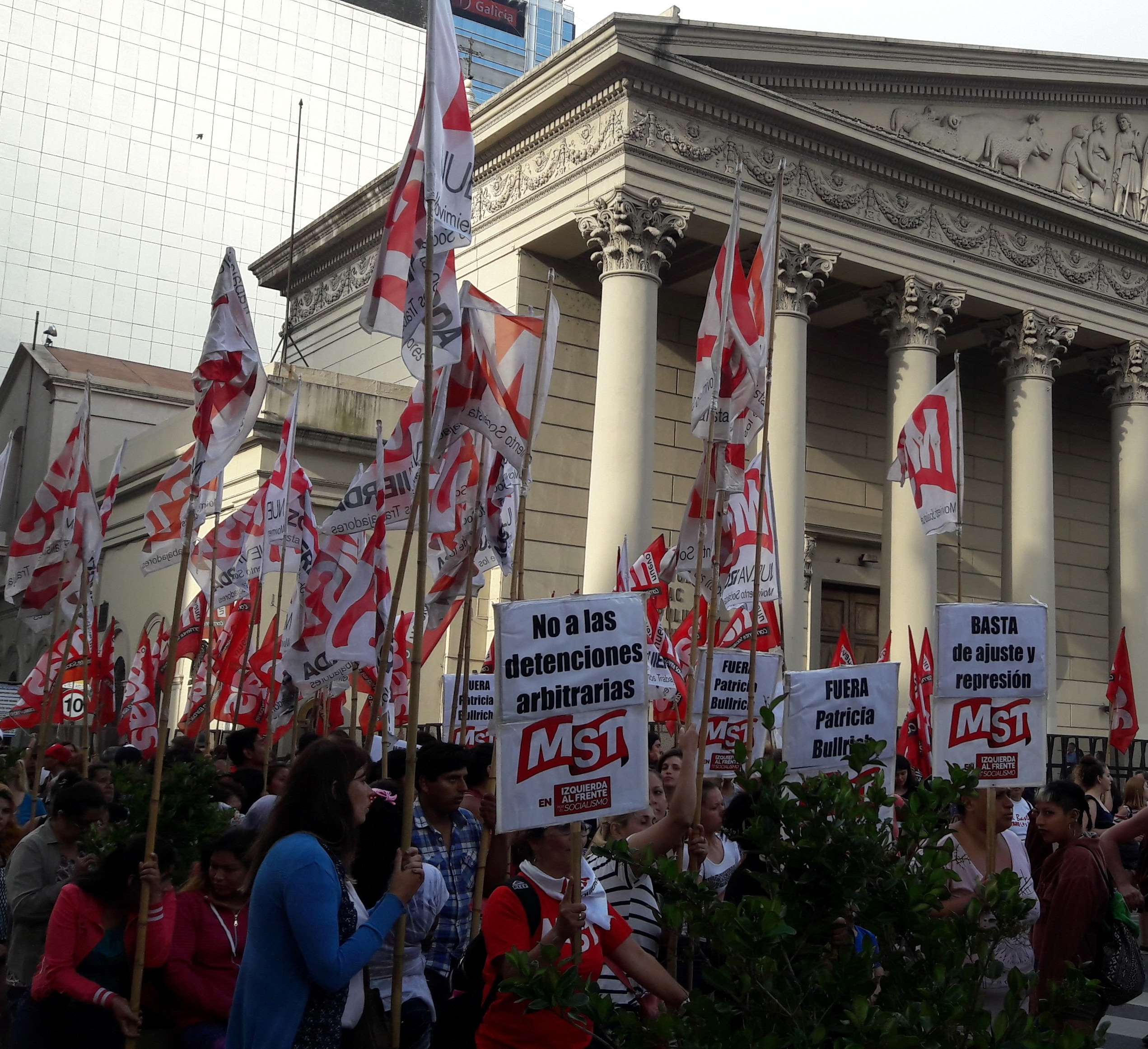
Carteles del Movimiento Socialista de los Trabajadores contra Bullrich.

#### Denuncia ante el INADI
El a fines de enero de 2017, el movimiento Barrios de Pie denunció a Patricia Bullrich ante el Instituto Nacional contra la Discriminación, la Xenofobia y el Racismo, debido a sus dichos en el curso de una entrevista radial donde expresó «Acá vienen ciudadanos paraguayos o ciudadanos peruanos que se terminan matando por el control de la droga. La concentración de extranjeros que cometen delitos de narcotráfico es la preocupación que tiene nuestro país [...] el 33% de los presos por narcotráfico son extranjeros». Según los denunciantes, se trataría de una "estigmatización basada en conceptos xenófobos", con información falsa, ya que según estadísticas oficiales recientes, solo el 5% de los detenidos provienen de países limítrofes.

#### Persecución laboral
Días después del inicio de su gestión en el ministerio de Seguridad, ATE (Asociación de Trabajadores del Estado) emitió un comunicado donde denuncian que de forma «persecutoria» funcionarios de esa dependencia solicitan la «filiación síndica, ideológica y política» de los empleados, señalando que desde la gestión de la nueva ministra Patricia Bullrich, han comenzado a perseguir a los trabajadores por su «filiación política, sindical e ideológica», al punto de que se han solicitado la «filiación política, sindical e ideológica de los trabajadores del Ministerio». También se la acusa de llevar a cabo tareas de espionaje ilegal para marcar e identificar a empleados públicos que participaran de movilizaciones contra el gobierno de Macri.

#### Acusaciones de nepotismo
En 2016 Patricia Bullrich recibió críticas por impulsar desde el ministerio de Seguridad la contratación de varios familiares y allegados. Su hijo Francisco Langieri Bullrich fue designado directivo dependiente de la Secretaría País Digital del Ministerio de Modernización que conduce Andrés Ibarra, su cuñada Ana Gazcón Aráoz fue designada en la Subsecretaría de Comunicación Social, dependiente de la Secretaría de Medios de la Nación y su ahijado Pedro Cernadas fue designado titular de una Unidad de Atención Integral (UAI) del ANSES en Tigre. A su vez la pareja de este y sobrina política de Bullrich, Sofía Bravo, fue designada como empleada de la Corte Suprema de Justicia. Su sobrino Santiago Bullrich fue designado al frente de las campañas en el área de comunicación digital del Gobierno de la Ciudad de Buenos Aires y la nieta de su tía María Julieta Williams se incorporó a una dependencia del gobierno porteño. La tía de la ministra, Julieta María Williams, fue designada directora general de Innovación Social y Planeamiento Participativo de la Ciudad de Buenos Aires.

#### Oposición al fallo de la Corte Suprema de Justicia de 2015
El 25 de diciembre de 2015 se opuso al fallo dictado por la Corte Suprema de Justicia de la provincia de Mendoza, que establece que cuando se detiene a un ciudadano, los fiscales deben informar dicha detención a un juez de garantías dentro de las 24 horas y en el mismo plazo, el juez debe resolver sobre la detención.

#### Fuga de condenados por el triple crimen de General Rodríguez
A fines de diciembre del mismo año, los tres condenados por el triple crimen de General Rodríguez se fugaron del penal de General Alvear de la provincia de Buenos Aires. El 9 de enero de 2016, uno de ellos, Martín Lanatta fue capturado en Cayastá, provincia de Santa Fe. Inicialmente se reportó oficialmente que los tres prófugos habían sido recapturados. Bullrich reconoció que fue ella misma quién le comunicó la noticia al presidente. Los dos prófugos restantes fueron encontrados el 11 de enero. Debido a estos hechos, Bullrich presentó su renuncia como ministra de Seguridad, pero el presidente Macri no la aceptó.

#### Denegación de visados a representantes de organizaciones civiles
En el contexto de la cumbre de la Organización Mundial del Comercio en Buenos Aires, en diciembre de 2017, el diario Página 12 tuvo acceso al texto del cable diplomático por el cual la Cancillería Argentina le ordenó a las embajadas y consulados del país a lo largo del mundo, que denieguen los visados para ingresar al país a representantes de organizaciones de la sociedad civil, por instrucción del Ministerio de Seguridad (de Patricia Bullrich) y la Agencia Federal de Investigaciones (a cargo de Gustavo Arribas). En el listado no sólo figuraron organizaciones activistas defensoras de derechos humanos y civiles, sino también entidades profesionales y reputados especialistas a nivel internacional. Días después periodistas y activistas internacionales fueron deportados, generando roces diplomáticos con otros países y críticas internacionales.

#### Denuncia por caso Milagro Sala
En septiembre de 2017 Patricia Bullrich, el director de la Gendarmería Nacional y los jueces Gastón Mercau y Pablo Pullen Llermanos fueron denunciados ante la justicia penal por abuso de autoridad y prevaricato, debido a las condiciones impuestas para el cumplimiento de prisión domiciliaria ordenado a Milagro Sala.

#### Denuncia por caso de la masacre de San Miguel del Monte
Diputados del bloque del FpV-PJ presentaron un pedido de juicio político contra Bullrich, tras la masacre de San Miguel del Monte donde fallecieron cuatro jóvenes, tres de ellos menores de edad, a manos de la policía bonaerense. Leopoldo Moreau, Agustín Rossi, Mónica Macha, Gabriela Cerruti, Daniel Filmus, José Luis Gioja y Roberto Tailhade son algunos de los legisladores que iniciaron este trámite en la Cámara de Diputados. En sus fundamentos, consideraron que Bullrich incurrió en «mal desempeño» y en la comisión de «eventuales delitos en el ejercicio de sus funciones».

### Otras críticas
El periodista y exmilitante revolucionario Juan Gasparini, acusó a Patricia Bullrich de ser la «principal reclutadora de exiliados en España para la contraofensiva montonera del 79, junto a su cuñado y actual diputado en Santa Fe Gerardo Rico, pero a la hora de subirse al avión, ella salió huyendo». Gasparini agregó que Bullrich fue un emblema de la contraofensiva de Montoneros y agregó que «incluso embarcaron en ese suicidio colectivo a una piba de 16 años: Verónica Cabilla o Cabillia, que por supuesto fue capturada y fusilada por el régimen militar».
En 2015 el abogado históricamente vinculado al peronismo Juan Gabriel Labaké denunció que Bullrich y la diputada Elisa Carrió trabajan para el gobierno de Barack Obama como parte de un entramado tendiente a desestabilizar a gobiernos izquierdistas de la región latinoamericana que no responden a los intereses estadounidenses.

### Amenaza a un funcionario
A fines de octubre de 2022, durante un encuentro de dirigentes del partido político Propuesta Republicana (PRO), amenazó al jefe de Gabinete de la Ciudad de Buenos Aires, Felipe Miguel, al decirle "No me crucés más por la tele porque la próxima te rompo la cara, conmigo no se jode, te lo aviso".

## Libros
- Memorias de la acción. Conversaciones con Albino Gómez. Editorial Ahoraargentina. 2003. ISBN 9789872065409.
- El desafío argentino. Razones éticas y prácticas para el cambio. Editorial El Ateneo. 2005. ISBN 9789500258975.
- Yo propongo. (autoedición). 2013. ISBN 978-987-29454-0-4.
- Desarticulación y hegemonía. TS. 2014. ISBN 978-987-1867-87-5.
- Guerra sin cuartel: Terminar con la inseguridad en la Argentina. Editorial SUDAMERICANA. 2020. ISBN 9789500765008.
- De un día para otro: medidas para cambiar de verdad en las primeras 24 horas de gobierno. Editorial SUDAMERICANA. 2023. ISBN 9789500768795.